# Campeonato Carioca de Futebol de 2009 - Série C
O Campeonato Carioca da Série C de 2009 foi a 29ª edição da terceira divisão do campeonato estadual de futebol profissional do Rio de Janeiro. A competição foi organizada pela Federação de Futebol do Estado do Rio de Janeiro (FERJ). Foi disputado em cinco fases, no período de julho a novembro daquela temporada.

## Fórmula de disputa
Na primeira fase, as equipes jogaram entre si dentro de seus grupos, em turno e returno, passando para a fase seguinte as dezesseis melhores pelo índice técnico. Na segunda fase, os times foram divididos em quatro grupos com o mesmo número de times, que se enfrentaram entre si em turno e returno, avançando os dois melhores de cada grupo. Os oito melhores novamente foram agrupados em grupos de quatro times, de onde saíram os dois semifinalistas até serem conhecidos os dois times que disputaram o título da competição. Os perdedores nas semifinais decidiram, em dois jogos, quem ficou com a terceira vaga no acesso. As três últimas agremiações da Série C deram lugar a três que subiram de divisão.
A novidade daquele ano ficou por conta da classificação de três equipes para a Segunda Divisão em 2010. A competição, antes mesmo de estrear, sofreu a primeira baixa com a saída do Rio Bonito Atlético Clube, por falta de recursos, adiando a primeira rodada do Grupo B para 1 de agosto.

## Grupos e participantes
A composição dos grupos e participantes ficou assim definida:

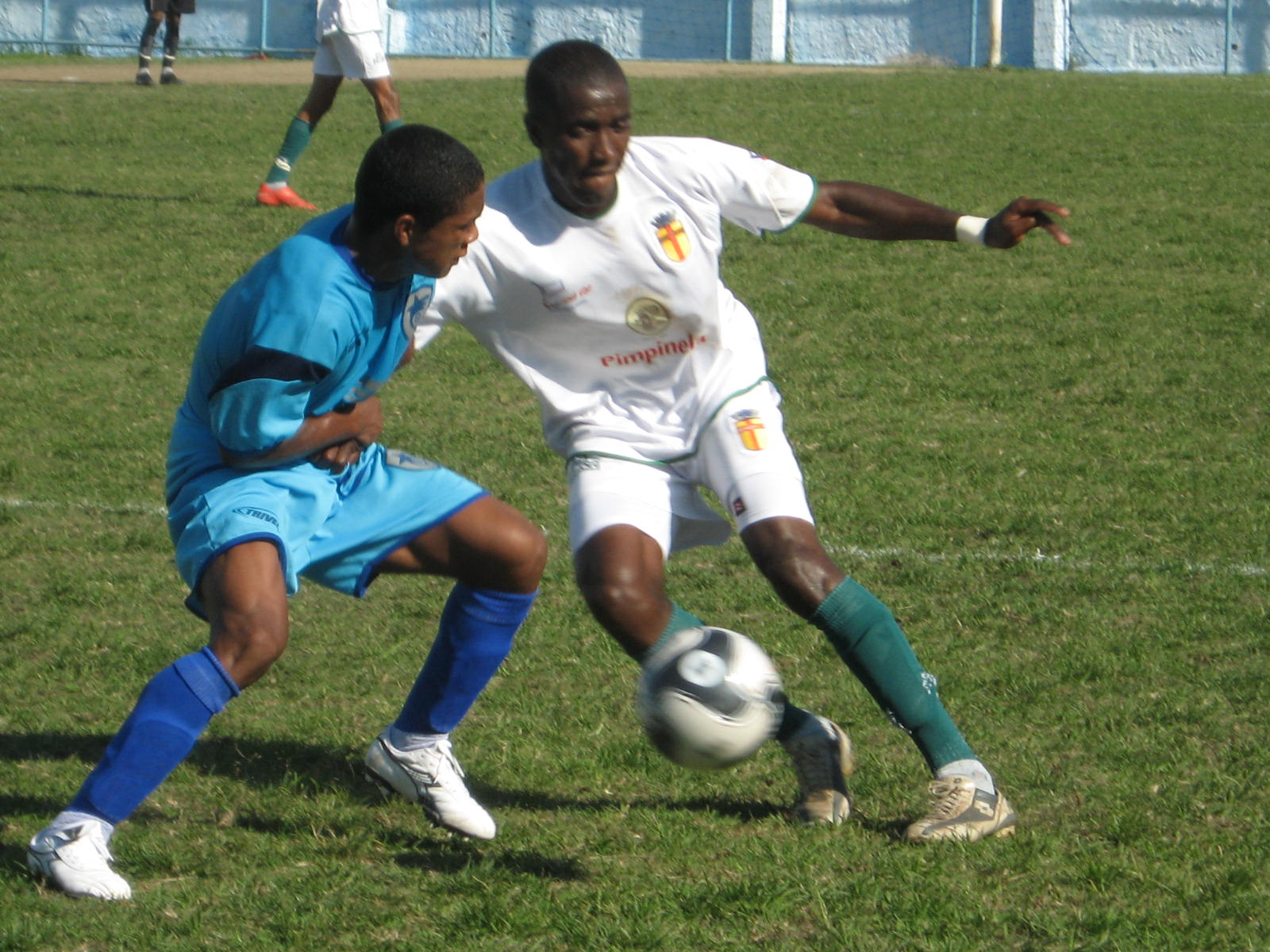
Duelo entre os estreantes Leme e Santa Cruz em 2009

- Grupo "A": Paraíba do Sul Futebol Clube, Fênix 2005 Futebol Clube, Barra Mansa Futebol Clube, Real Esporte Clube e Três Rios Futebol Clube.

- Grupo "B": Esprof Atlético de Futebol e Clube, Rio das Ostras Futebol Clube, Sampaio Corrêa Futebol e Esporte e Independente Esportes Clube Macaé;

- Grupo "C": Duquecaxiense Futebol Clube, Barcelona Esporte Clube, Leme Futebol Clube Zona Sul, Serrano Foot Ball Club e Centro Esportivo Arraial do Cabo;

- Grupo "D": Rubro Social Esporte Clube, Clube de Futebol Rio de Janeiro, Esporte Clube Marinho, Clube Atlético Castelo Branco e Heliópolis Atlético Clube;

- Grupo "E": Santa Cruz Futebol Clube, União Central Futebol Clube, Bela Vista Futebol Clube, Juventus Futebol Clube e Nilópolis Futebol Clube.

Veja também: Campeonato Carioca da Série B de 2009

## Classificação

### Primeira Fase

#### Grupo A
| 1 | Fênix          | 19 | 8 | 6 | 1 | 1 | 17 | 4  | +13 |
| 2 | Barra Mansa    | 14 | 8 | 4 | 2 | 2 | 13 | 10 | +3  |
| 3 | Paraíba do Sul | 14 | 8 | 4 | 1 | 3 | 16 | 10 | +6  |
| 4 | Três Rios      | 12 | 8 | 3 | 2 | 3 | 9  | 11 | -2  |
| 5 | Real           | 0  | 8 | 0 | 0 | 8 | 2  | 22 | -20 |

#### Grupo B
| 1 | Rio das Ostras | 13 | 6 | 4 | 1 | 1 | 7  | 1  | +6  |
| 2 | Sampaio Corrêa | 11 | 6 | 3 | 2 | 1 | 14 | 4  | +10 |
| 3 | Independente   | 10 | 6 | 3 | 1 | 2 | 8  | 5  | +3  |
| 4 | Esprof         | 0  | 6 | 0 | 0 | 6 | 2  | 21 | -19 |

#### Grupo C
| 1 | Leme            | 21 | 8 | 7 | 0 | 1 | 18 | 5  | +13 |
| 2 | Barcelona       | 13 | 8 | 4 | 1 | 3 | 9  | 4  | +5  |
| 3 | Serrano         | 11 | 8 | 3 | 2 | 3 | 9  | 8  | +1  |
| 4 | Arraial do Cabo | 9  | 8 | 2 | 3 | 4 | 8  | 9  | -1  |
| 5 | Duquecaxiense   | 3  | 8 | 1 | 0 | 7 | 6  | 24 | -18 |

#### Grupo D
| 1 | Castelo Branco | 19 | 8 | 6 | 1 | 1 | 19 | 2  | +17 |
| 2 | Heliópolis     | 11 | 8 | 3 | 2 | 3 | 7  | 7  | 0   |
| 3 | Rubro Social   | 11 | 8 | 3 | 2 | 3 | 8  | 12 | -4  |
| 4 | Rio de Janeiro | 8  | 8 | 2 | 2 | 4 | 6  | 11 | -5  |
| 5 | Marinho        | 7  | 8 | 2 | 1 | 5 | 9  | 17 | -8  |

#### Grupo E
| 1 | Bela Vista    | 13 | 8 | 4 | 1 | 3 | 12 | 10 | +2 |
| 2 | Santa Cruz    | 13 | 8 | 4 | 1 | 3 | 8  | 7  | +1 |
| 3 | Juventus      | 12 | 8 | 3 | 3 | 2 | 11 | 10 | +1 |
| 4 | União Central | 11 | 8 | 3 | 2 | 3 | 9  | 8  | +1 |
| 5 | Nilópolis     | 7  | 8 | 2 | 1 | 5 | 9  | 14 | -5 |

Observação: Através do Ato da Presidência nº 046/09 o presidente da Federação de Futebol do Estado do Rio de Janeiro, Rubens Lopes, revogou a refiliação concedida de forma provisória ao Real Esporte Clube, por se encontrar em absoluta irregularidade perante o Estatuto e Regulamentos da FFERJ, e, por conseqüência, exclui-lo imediatamente do Campeonato Estadual de Profissionais de 2009, Série C, ora em curso. A razão da exclusão da Terceirona se deu por que a equipe angrense não quitou os débitos junto a entidade pela refiliação da equipe como profissional, mesmo sendo notificada 48 horas antes. Por fim declara o Real perdedor pelo escore de 3 a 0 em todos os jogos programados e não realizados na seqüência do Campeonato Estadual de Profissionais da Série C - 2009.

### Segunda Fase
Concluída em 08/10 

#### Grupo I
| 1 | Santa Cruz | 12 | 6 | 3 | 3 | 0 | 8 | 2 | +6 |
| 2 | Leme       | 11 | 6 | 3 | 2 | 1 | 7 | 3 | +4 |
| 3 | Bela Vista | 5  | 6 | 0 | 2 | 4 | 4 | 9 | -5 |
| 4 | Heliópolis | 3  | 6 | 0 | 3 | 3 | 1 | 6 | -5 |

#### Grupo II
| 1 | Rio das Ostras | 14 | 6 | 4 | 2 | 0 | 11 | 3  | +8  |
| 2 | Castelo Branco | 14 | 6 | 4 | 2 | 0 | 10 | 2  | +8  |
| 3 | Rubro Social   | 3  | 6 | 1 | 0 | 5 | 6  | 10 | -4  |
| 4 | Barcelona      | 3  | 6 | 1 | 0 | 5 | 2  | 14 | -12 |

#### Grupo III
| 1 | Fênix         | 15 | 6 | 5 | 0 | 1 | 8 | 1  | +7  |
| 2 | União Central | 13 | 6 | 4 | 1 | 1 | 8 | 4  | +4  |
| 3 | Barra Mansa   | 7  | 6 | 2 | 1 | 3 | 8 | 5  | +3  |
| 4 | Juventus      | 0  | 6 | 0 | 0 | 6 | 3 | 17 | -14 |

#### Grupo IV
| 1 | Sampaio Corrêa | 16 | 6 | 5 | 1 | 0 | 19 | 1  | +18 |
| 2 | Paraíba do Sul | 13 | 6 | 4 | 1 | 1 | 6  | 4  | +2  |
| 3 | Independente   | 4  | 6 | 1 | 1 | 4 | 3  | 5  | -2  |
| 4 | Serrano        | 1  | 6 | 0 | 1 | 5 | 0  | 18 | -18 |

### Terceira Fase

#### Grupo V
| 1 | Castelo Branco | 10 | 6 | 3 | 1 | 2 | 7 | 6 | +1 |
| 2 | Fênix          | 9  | 6 | 3 | 0 | 3 | 7 | 6 | +1 |
| 3 | Paraíba do Sul | 9  | 6 | 3 | 0 | 3 | 6 | 7 | -1 |
| 4 | Santa Cruz     | 7  | 6 | 2 | 1 | 3 | 6 | 7 | -1 |

#### Grupo VI
| 1 | Rio das Ostras | 11 | 6 | 3 | 2 | 1 | 7 | 5 | +2 |
| 2 | Sampaio Correa | 10 | 6 | 3 | 1 | 2 | 7 | 4 | +3 |
| 3 | Leme           | 8  | 6 | 2 | 2 | 2 | 9 | 8 | +1 |
| 4 | União Central  | 3  | 6 | 0 | 3 | 3 | 2 | 8 | -6 |

## Semifinais

### Jogos de Ida
| Data  | Mandante       | Placar | Visitante      | Estádio             |
| 08/11 | Sampaio Corrêa | 3 x 0  | Castelo Branco | Arena Guanabara     |
| 08/11 | Fênix          | 2 x 0  | Rio das Ostras | Raulino de Oliveira |

### Jogos de volta
| Data  | Mandante       | Placar | Visitante      | Estádio      |
| 15/11 | Castelo Branco | 2 x 1  | Sampaio Corrêa | Moça Bonita  |
| 15/11 | Rio das Ostras | 0 x 0  | Fênix          | Arena Ostrão |

## FINAIS

### Disputa do 3º lugar
| Data  | Mandante       | Placar                  | Visitante      | Estádio      |
| 22/11 | Rio das Ostras | 0 x 0                   | Castelo Branco | Arena Ostrão |
| 29/11 | Castelo Branco | 0 x 0 (7 x 8, penâltis) | Rio das Ostras | Moça Bonita  |

### Final

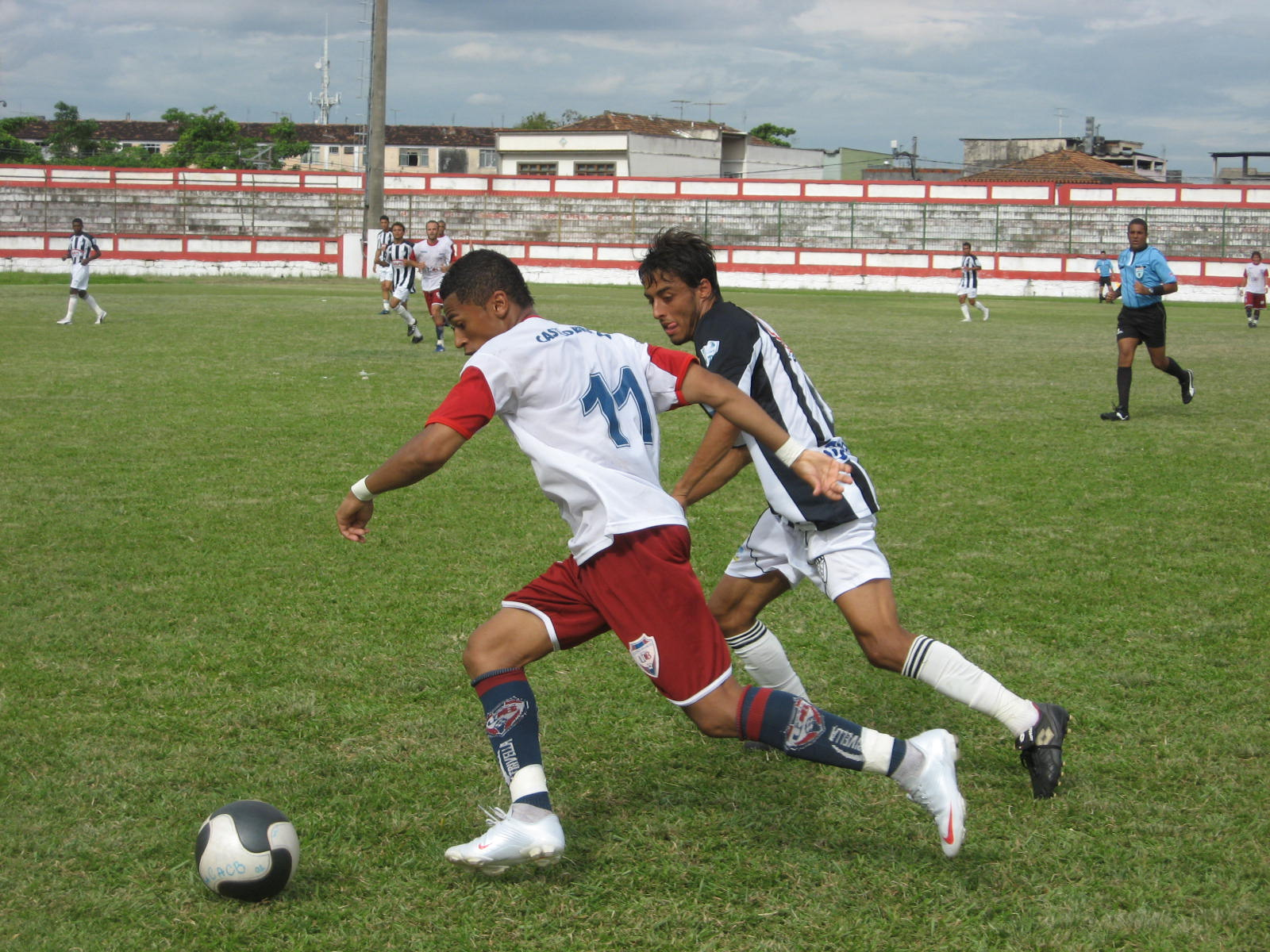
Decisão do terceiro lugar entre Castelo Branco e Rio das Ostras em Moça Bonita

| Data  | Mandante       | Placar | Visitante      | Estádio             |
| 22/11 | Fênix          | 1 x 3  | Sampaio Corrêa | Raulino de Oliveira |
| 29/11 | Sampaio Corrêa | 3 x 0  | Fênix          | Arena Guanabara     |

| Clubes promovidos à Série B de 2010                                |
| Rio de Janeiro                                                     |
| ------------------------------------------------------------------ |
| Sampaio Corrêa (campeão), Fênix (vice) e Rio das Ostras (terceiro) |

### Classificação Final
| Col. | Equipe          | J  | V  | E | D | GP | GC | SG  | PG | Observação                                      | Fase                |
| ---- | --------------- | -- | -- | - | - | -- | -- | --- | -- | ----------------------------------------------- | ------------------- |
| 1    | Sampaio Corrêa  | 22 | 14 | 4 | 4 | 50 | 12 | +38 | 46 | Campeão e promovido à segunda divisão 2010      | Final               |
| 2    | Fênix           | 24 | 15 | 2 | 7 | 35 | 17 | +18 | 47 | Vice-campeão e promovido à segunda divisão 2010 | Final               |
| 3    | Rio das Ostras  | 22 | 11 | 8 | 3 | 25 | 11 | +14 | 41 | Promovido à segunda divisão 2010                | Disputa do 3º lugar |
| 4    | Castelo Branco  | 24 | 14 | 6 | 4 | 38 | 14 | +24 | 48 |                                                 | Disputa do 3º lugar |
| 5    | Paraíba do Sul  | 20 | 11 | 2 | 7 | 28 | 21 | +7  | 35 |                                                 | Terceira Fase       |
| 6    | Leme            | 20 | 12 | 4 | 4 | 34 | 16 | +18 | 40 |                                                 | Terceira Fase       |
| 7    | Santa Cruz      | 20 | 9  | 5 | 6 | 22 | 16 | +6  | 32 |                                                 | Terceira Fase       |
| 8    | União Central   | 20 | 7  | 6 | 7 | 10 | 20 | -1  | 27 |                                                 | Terceira Fase       |
| 9    | Barra Mansa     | 14 | 6  | 3 | 5 | 21 | 16 | +6  | 21 |                                                 | Segunda Fase        |
| 10   | Bela Vista      | 14 | 5  | 3 | 6 | 16 | 19 | -3  | 18 |                                                 | Segunda Fase        |
| 11   | Independente EC | 12 | 4  | 2 | 6 | 11 | 10 | +1  | 14 |                                                 | Segunda Fase        |
| 12   | Rubro Social    | 14 | 4  | 2 | 8 | 14 | 22 | -8  | 14 |                                                 | Segunda Fase        |
| 13   | Barcelona       | 14 | 5  | 1 | 8 | 11 | 18 | -7  | 16 |                                                 | Segunda Fase        |
| 14   | Heliópolis      | 14 | 3  | 5 | 6 | 8  | 13 | -5  | 14 |                                                 | Segunda Fase        |
| 15   | Serrano         | 14 | 3  | 3 | 8 | 9  | 26 | -17 | 12 |                                                 | Segunda Fase        |
| 16   | Juventus        | 14 | 3  | 3 | 8 | 14 | 27 | -13 | 12 |                                                 | Segunda Fase        |
| 17   | Três Rios       | 8  | 3  | 2 | 3 | 9  | 11 | -2  | 11 |                                                 | Primeira Fase       |
| 18   | Arraial do Cabo | 8  | 2  | 3 | 3 | 8  | 9  | -1  | 9  |                                                 | Primeira Fase       |
| 19   | Rio de Janeiro  | 8  | 2  | 2 | 4 | 6  | 11 | -5  | 8  |                                                 | Primeira Fase       |
| 22   | Duquecaxiense   | 8  | 1  | 0 | 7 | 6  | 24 | -18 | 3  |                                                 | Primeira Fase       |
| 20   | Nilópolis       | 8  | 2  | 1 | 5 | 9  | 14 | -5  | 7  |                                                 | Primeira Fase       |
| 21   | Marinho         | 8  | 2  | 1 | 5 | 9  | 7  | -18 | 7  |                                                 | Primeira Fase       |
| 23   | ESPROF          | 6  | 0  | 0 | 6 | 2  | 21 | -19 | 0  |                                                 | Primeira Fase       |
| 24   | Real            | 8  | 0  | 0 | 8 | 2  | 22 | -20 | 0  |                                                 | Primeira Fase       |